# Fatma Koşer Kaya
Fatma Koşer Kaya (Çarsamba, 20 de febrero de 1968) es una política neerlandesa de origen turco que actualmente ocupa un escaño en el Segunda Cámara de los Estados Generales para el período legislativo 2012-2017 por el Demócratas 66.

## Biografía
Koser Kaya emigró al país desde Turquía a la edad de seis años con su madre, tres hermanos y dos hermanas, asentándose en Bergen op Zoom. Entre 1987 y 1993 estudió derecho en la Universidad de Tilburg, ejerciendo posteriormente por un tiempo en el ámbito de la legislación laboral, seguridad social y derecho internacional privado.
El 8 de septiembre de 2004 ingresó a la cámara sucediendo a Francine Giskes. En las elecciones parlamentarias de 2006 fue sexta en la lista de candidatos del D66, y aunque su partido ganó tres escaños, dada la modalidad de escrutinio proporcional prurinominal, fue reelegida como miembro del parlamento a expensas de Bert Bakker. En 2010, Koser Kaya se transformó en portavoz de Asuntos Sociales y Empleo, y fue parte de la Comisión De Wit que estudió las causas de la crisis financiera. 